# ريان (إدلب)
ريان قرية سورية تتبع ناحية سراقب في منطقة مركز إدلب في محافظة إدلب. بلغ عدد سكانها 1816 نسمة في عام 2004 حسب إحصاء المكتب المركزي للإحصاء.